# Fernando Barceló
Fernando Barceló Aragón (Huesca, 6 gennaio 1996) è un ciclista su strada spagnolo che corre per il team Caja Rural-Seguros RGA; è professionista dal 2018.

## Palmarès
- 2014 (Juniores)

Campionati spagnoli, Prova a cronometro Juniores
- 2018 (Euskadi-Murias, una vittoria)

6ª tappa Tour de l'Avenir (Séez > Val-d'Isère)

### Altri successi
- 2015 (Fundación A. Contador)

3ª tappa Volta Provincia de Castello (Grao de Castellón > Vistabella)
- 2017

Campionato Aragona
Zaldibia Sari Nagusia
- 2018 (Euskadi-Murias)

Classifica scalatori Tour du Haut-Var

## Piazzamenti

### Grandi Giri
- Vuelta a España

2019: 95º
2020: non partito (6ª tappa)
2021: 89º
2023: 48º

### Classiche monumento
- Liegi-Bastogne-Liegi

2020: 109º
2021: 44º
- Giro di Lombardia

2020: ritirato
2022: ritirato

### Competizioni mondiali
- Campionati del mondo

Innsbruck 2018 - In linea Under-23: 87º

### Competizioni europee
- Campionati europei

Zlín 2018 - In linea Under-23: 3º
Drenthe 2023 - In linea Elite: 55º
Limburgo 2024 - In linea Elite: 64º